# حرب بالوكالة

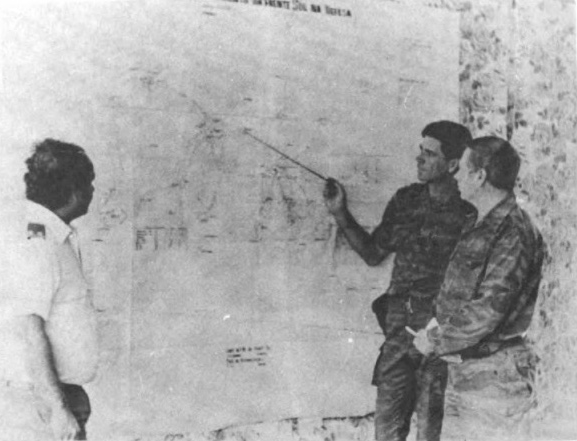

حرب بالوكالة هي حرب تنشأ عندما تستخدم القوى المتحاربة أطرافا أخرى للقتال بدلا عنها بشكل مباشر. رغم أن القوى استخدمت حكومات أخرى كوكلاء للحرب، إلا أن المرتزقة والأطراف العنيفة غير القانونية وأطراف أخرى يتم استخدامها بشكل أكثر، حيث تأمل القوى أن تتمكن هذه الأطراف من ضرب أطراف أخرى دون الانجرار إلى حرب شاملة.
حدثت بعض الحروب بالوكالة في نفس الوقت الذي حدثت فيه حروب شاملة. من شبه المستحيل أن تحدث حروب خالصة بالوكالة، حيث أن الأطراف الوكيلة قد يكون لها أهدافها الخاصة التي قد تنحرف عن مصالح الأطراف التي وظفتها.
عادة ما يكون استخدام حروب الوكالة أفضل استخدام خلال الحروب الباردة، حين تصبح ضرورة لإجراء نزاع عسكري مسلح بين طرفين متحاربين بينما تستمر الحرب الباردة.

## أمثلة
(انظر أيضا قائمة بحروب الوكالة)

### الحرب الأهلية الإسبانية
تعتبر الحرب الأهلية الإسبانية نزاعا شهيرا يحمل معالم الحرب بالوكالة. بدأ النزاع ما بين الجمهورية الإسبانية الثانية والوطنيين المواليين لفرانشيسكو فرانكو، وبعد فترة قصيرة، انضمت ألمانيا النازية وإيطاليا الفاشية إلى جانب الوطنيين، بينما وقف الاتحاد السوفييتي إلى جانب الجمهورية الإسبانية. خدمة هذه الحرب كأرض للتجارب على التكتيكات العسكرية والأسلحة التي تم استخدامها لاحقا في الحرب العالمية الثانية.

### الحرب الباردة
كانت الحروب بالوكالة شائعة خلال الحرب الباردة، لأن القوى العظمى المسلحة نوويا (الاتحاد السوفييتي والولايات المتحدة) لم تشأ أن تحارب بشكل مباشر، لأن ذلك يتضمن المخاطرة بنشوب حرب نووية (انظر التدمير المشترك المؤكد). تم استخدام الوكلاء في نزاعات حصلت في أفغانستان وأنغولا وكوريا وفيتنام والشرق الأوسط وأمريكا الجنوبية.

### الحرب الاهلية اليونانية
كانت الحرب الأهلية اليونانية أول حرب بالوكالة، والتي نشأت فور انتهاء الحرب العالمية الثانية. كاد المتمردون الشيوعيون أن يطيحوا بالحكومة اليونانية المتحالفة مع الغرب وذلك بدعم مباشر محدود من الدول السوفيتية المتحالفة والدول العميلة في يوغسلافيا وألبانيا وبلغاريا. تمكن الشيوعيون اليونانيون من السيطرة على معظم اليونان، إلا أن هجوما معاكسا قويا شنته الحكومة اليونانية أجبرهم على التراجع. تمكن الحلفاء الغربيون من الفوز، ويعود ذلك بشكل رئيسي لانقسام أيديولوجي حصل بين ستالين وجوزيف بروز تيتو. رغم أن تيتو كان متحالفا مع المتمردين، إلا أنه قام بإغلاق حدود يوغسلافيا بوجه مناصري جيش التحرير اليوناني الشعبي الذين وقفوا إلى جانب ستالين رغم قلة الدعم المادي المباشر من الاتحاد السوفيتي. حذت ألبانيا حذو يوغسلافيا، مما أدى إلى توقف دعم المتمردين، وهذا ما أدى إلى انهيار التمرد.

### الحرب الكورية
خلال الحرب الكورية، ساعد الاتحاد السوفيتي وجمهورية الصين الشعبية الشيوعيين في كوريا الشمالية ضد قوات الأمم المتحدة التي تقودها الولايات المتحدة. لم يدخل الاتحاد السوفيتي الحرب بشكل مباشر، رغم أن البعض ادعى أن الاتحاد السوفيتي أرسل طيارين لقيادة طائرات ميج-15 لمصلحة الشيوعيين. من ناحية أخرى، لم تدخل الصين الحرب بشكل مباشر، إلا أنها أرسلت الافا من «المتطوعين» سنة 1950، وهو ما منع تحالف
الأمم المتحدة من هزيمة حكومة الشمال الشيوعية.

### ألمانيا
دعم ألمانيا الشرقية سراً جماعة الجيش الأحمر الذي بدأ نشاطه سنة 1968 ونفذ سلسلة من الهجمات الإرهابية في ألمانيا الغربية خلال السبعينات وبحجم أقل خلال الثمانينات. بعد إعادة توحيد ألمانيا في 1990، اكتشف أن جماعة الجيش الأحمر تلقت دعما ماليا ولوجستيا من اشتازي، منظمة الأمن والمخابرات في ألمانيا الشرقية، كما قام اشتازي بتزويد عدة إرهابيين ببطاقات شخصية جديدة وفرت لهم المأوى. لم يكن من مصلحة الجماعة وألمانيا الشرقية أن ينظر إليهم على أنهم متعاونون، فقد جادل المتعاطفون مع الجماعة أنهم أرادوا إنشاء مجتمع اشتراكي حقيقي مخالف لما كان في ألمانيا الشرقية، بينما كانت ألمانيا الشرقية منخرطة في عملية أوستوبوليتك، ولم يكن في مصلحتها أن تكشف مشاركتها المباشرة في دعم منظمة ارهابية تعمل داخل ألمانيا الغربية. لمزيد من التفاصيل، انظر إلى تاريخ ألمانيا.

### حرب فيتنام
خلال حرب فيتنام، زود الاتحاد السوفيتي فيتنام الشمالية وفيت مين بالتدريب والخدمات اللوجستية والعتاد العسكري، ولكن على عكس القوات المسلحة الأمريكية، قاتل الاتحاد السوفيتي في الحرب عن طريق وكلائه ولم يدخل الحرب بشكل مباشر.

### أفغانستان في الثمانينات
خلال الحرب ما بين المجاهدون والإتحاد السوفيتي أثناء الغزو السوفيتي لأفغانستان، زودت الولايات المتحدة المجاهدين بالأسلحة والإمدادات والتدريب.

### لبنان 1982
خلال الحرب الأهلية اللبنانية، دعمت سوريا الجبهة اللبنانية التي هيمن عليها المسيحيون الموارنة، بينما قامت عدوة سوريا، إسرائيل، بدعم الجبهة اللبنانية بشكل مثير للاهتمام حيث قامت بتزويدهم بالأسلحة والمال والدبابات. من ناحية أخرى، قام الاتحاد السوفيتي بدعم سوريا ومنظمة التحرير الفلسطينية والحركة الوطنية اللبنانية اليسارية.

### البرتغال وموزمبيق
بعد انتهاء ثورة القرنفل (انقلاب عسكري يساري) سنة 1974 ضد الدكتاتورية التي كانت قائمة في البرتغال، كان على البرتغال أن تنسحب من اخر مستعمراتها في أفريقيا (أنغولا وموزمبيق). حتى ذلك الوقت، كانت البرتغال تحارب ثلاث حركات تحرر رئيسية في أنغولا (جبهة أنغولا للتحرر الوطني، والحركة الشعبية لتحرير أنغولا - حزب العمل ويونيتا) وواحدة في موزمبيق(جبهة تحرير موزمبيق) (انظر:حرب الاستعمار البرتغالية). رغم أن انتقال السلطة سار بشكل سلمي في موزمبيق، إلا أن كلا من حركات التحرر الثلاث في أنغولا حصلن على دعم بسيط من مجموعة من الدول أثناء حرب الاستقلال الأنغولية، وهو ما أدى إلى تنافسهم على السلطة، وبالتالي أصبح انتقال السلطة أمرا عسيرا.
كانت الجبهة الشعبية و، مبدئيا، يونيتا (حركة منشقة عن جبهة أنغولا) ميالتين إلى اليسار ومدعومتين من الدول الاشتراكية، بينما كانت جبهة أنغولا، أقوى الحركات الثلاث، مدعومة بشكل رئيسي من زائير. بعد اتفاق ألفور في بداية 1976، والذي اتفقت بموجبه الحركات على تشكيل حكومة مؤقتة بالاشتراك مع البرتغال على أن يتم منح أنغولا الاستقلال في شهر نوفمبر من نفس السنة، قررت الولايات المتحدة أن تدعم جبهة أنغولا، وهو ما أدى إلى استئناف القتال بين الحركات الثلاث وانهيار الاتفاق.
انضمت زائير ونظام الفصل العنصري في أفريقيا الجنوبية إلى الولايات المتحدة في دعم جبهة أنغولا ويونيتا، كلا لأسبابها الخاصة، وذلك بهدف انتزاع العاصمة لواندا من سيطرة الحركة الشعبية قبل حلول يوم الاستقلال. تمكنت الحركة الشعبية من الصمود في العاصمة وإعلان الاستقلال بفضل الدعم الكوبي والسوفيتي الذي تدفق في أخر أيام الحرب. تمكن الجيش الأنغولي بمساعدة من الكوبيين، من إبادة جبهة أنغولا والزئيريين، كما تمكنت من دفع يونيتا، بعد تراجع الجنوب أفريقيين، إلى جيوب نائية جنوب شرق أنغولا.استمرت يونيتا في الحصول على الدعم من الولايات المتحدة، كما قامت جنوب إفريقيا بغزو جنوب أنغولا بشكل متكرر بهدف ملاحقة منظمة جنوب غرب إفريقيا الشعبية ودعم يونيتا التي تمكنت من استعادة مناطق واسعة من جنوب أنغولا. بعد اشتباك كبير في جنوب شرق أنغولا شارك فيه الجيش الأنغولي والكوبيون ومنظمة جنوب غرب إفريقيا ويونيتا والقوات الجنوب إفريقية، وافقت جنوب إفريقيا على الانسحاب من أنغولا وجنوب إفريقيا ومنح الاستقلال لناميبيا، كما وافقت كوبا على إخراج قواتها خارج أنغولا. على الرغم من الانتخابات التي جرت سنة 1992، والتي فازت فيها الحركة الشعبية، لم تنته الحرب الأهلية الأنغولية إلا سنة 2002. لم تعترف الولايات المتحدة بالحكومة الأنغولية إلا سنة 1993.
في موزمبيق، تسلمت حركة التحرير الوحيدة (جبهة تحرير موزمبيق) زمام الأمور. قامت حكومة موزمبيق اليسارية بدعم حركات التحرر ضد الحكومات التي تقودها الأقلية البيضاء في روديسيا (تعرف الآن بزيمبابوي) ونظام الفصل العنصري في جنوب إفريقيا. قامت الحكومة الروديسية بتنظيم وتدريب جماعة متمردة معادية للشيوعية اسمها المقاومة الوطنية الموزمبيقية، وهو ما أدى إلى اندلاع الحرب الأهلية الموزمبيقية. بعد أن انهارت روديسيا وتحولت إلى زيمبابوي، قامت جنوب إفريقيا بدعم المقاومة الوطنية الموزمبيقية حتى انهار نظام الفصل العنصري. قامت موزمبيق وحركة المقاومة الوطنية بتوقيع اتفاق سلام سنة 1992.

### إسرائيل ومصر 1973
وصف البعض النزاع بين إسرائيل والدول العربية على أنه حرب بالوكالة، حيث اعتبرت إسرائيل وكيلة الولايات المتحدة، بينما اعتبرت مصر وكيلة الاتحاد السوفيتي إلى أن قامت بطرد السوفيت سنة 1972.

### لبنان وإسرائيل 2006
اعتبر الخبراء والمحللون ان حرب تموز 2006 بين لبنان المتمثل بحزب الله وإسرائيل هي حرب بالوكالة بين إيران والولايات المتحدة 

### الازمة الكوبية
يعتبر النزاع طويل المدى بين الولايات المتحدة وحكومة كوبا الشيوعية خلال وبعد الثورة الكوبية أبرز مثال على حرب الوكالة في أمريكا اللاتينية. قامت الولايات المتحدة بعدة محاولات للإطاحة بحكومة كوبا، وذلك باستخدام المنفيين الكوبيين كوكلاء، حيث يعتبر فشل غزو خليج الخنازير سنة 1961 أحد أسوء هذه المحاولات سمعة.

### حرب الكونغو الثانية
تعتبر حرب الكونغو الثانية أكبر حرب بالوكالة منذ نهاية الحرب الباردة، حيث استخدمت حكومات الكونغو الديمقراطية وأوغندا ورواندا (و ربما ما زالوا يستخدمون) أطرافا أخرى مسلحة غير نظامية للقتال نيابة عنها.

### حرب كارجيل
كان نزاع كارجيل نزاعا مسلحا ما بين الباكستان والهند حدث ما بين مايو ويوليو 1999 على طول خط التحكم في كارجيل، كشمير وأماكن أخرى. نشبت الحرب بسبب تسلل الجنود الباكستانيين والمقاتلين الكشميريين إلى مواقع على الجانب الهندي من خط التحكم خلال الشتاء، عندما تخلي كل من الهند والباكستان مواقعهما العسكرية. خلال المراحل الأولى من الحرب، ألقت باكستان اللوم بشكل كامل على المقاتلين الكشميريين.

### سوريا2011-2017
يجمع الخبراء ان الحرب في سوريا وما رافقها من تطورات على الأرض ومن تحالفات تحولت إلى حرب بالوكالة بين روسيا وإيران تمثلها قوات النظام السوري وما يساندها من قوات حزب الله من لبنان وباقي الحلفاء وبين السعودية ودول الخليج وأمريكا وحتى إسرائيل.

### اليمن
- حرب الجبهة
- الحرب الأهلية اليمنية (2015)

## مركزية الشرق الأوسط
طبقا لأستاذ العلوم السياسية في جامعة ولاية بنسلفانيا الأستاذ ستيفن كمبالا، كان الشرق الأوسط موقعا لأعظم نكسة منيت بها الولايات المتحدة أثناء الحرب الباردة عندما، انحرفت المملكة العربية السعودية وإيران خارج دائرة التأثير الأمريكية تحت تأثير حرب أكتوبر، وهو ما أدى حدوث أزمة النفط (1973)، بالإضافة إلى الثورة الإيرانية سنة 1979.